# Західносибірський залізорудний басейн
Західносибірський залізорудний басейн можливо є найбільшим залізорудним родовищем у світі. Площа басейну становить близько 260 тис. км2. Розташований переважно в Томській області. Загальні прогнозні ресурси руд зі вмістом заліза — більше 30 %, оцінюються в 393 млрд тонн, що й дозволяє вважати басейн найбільшою залізорудною провінцією світу. Однак унаслідок високої обводненості розробка родовищ складна.
У межах басейну виділяють п'ять рудних вузлів — Бакчарський, Колпашевський, Парабельський, Чузицький і Парбізький. Геологічно Західносибірський залізорудний басейн вивчений дуже слабко. Виняток становить лише Бакчарське залізорудне родовище. Родовище розташоване за 200 км на захід від міста Томськ у межиріччі річок Андарма й Ікса. Площа родовища становить 1200 км2. Родовище розділено на дві ділянки — Західну та Східну. Середній вміст заліза в рудах Бакчарського родовища — 43,09 % на західній ділянці і 40,15 % на східній ділянці. Особливістю бакчарських руд є вищий вміст фосфору та ванадію.
| Земля | Це незавершена стаття з географії. Ви можете допомогти проєкту, виправивши або дописавши її. |